# فلوریان کلر
فلوریان کلر (انگلیسی: Florian Keller؛ زادهٔ ۳ اکتبر ۱۹۸۱) بازیکن هاکی روی چمن اهل آلمان است.
وی در مسابقات کشوری و بین‌المللی در مجموع برندهٔ ۴ مدال طلا شده‌است.